# Garibaldino

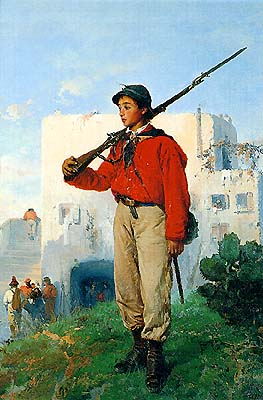
La "Sentinelle Garibaldienne", peinture de Gerolamo Induno vers 1860.

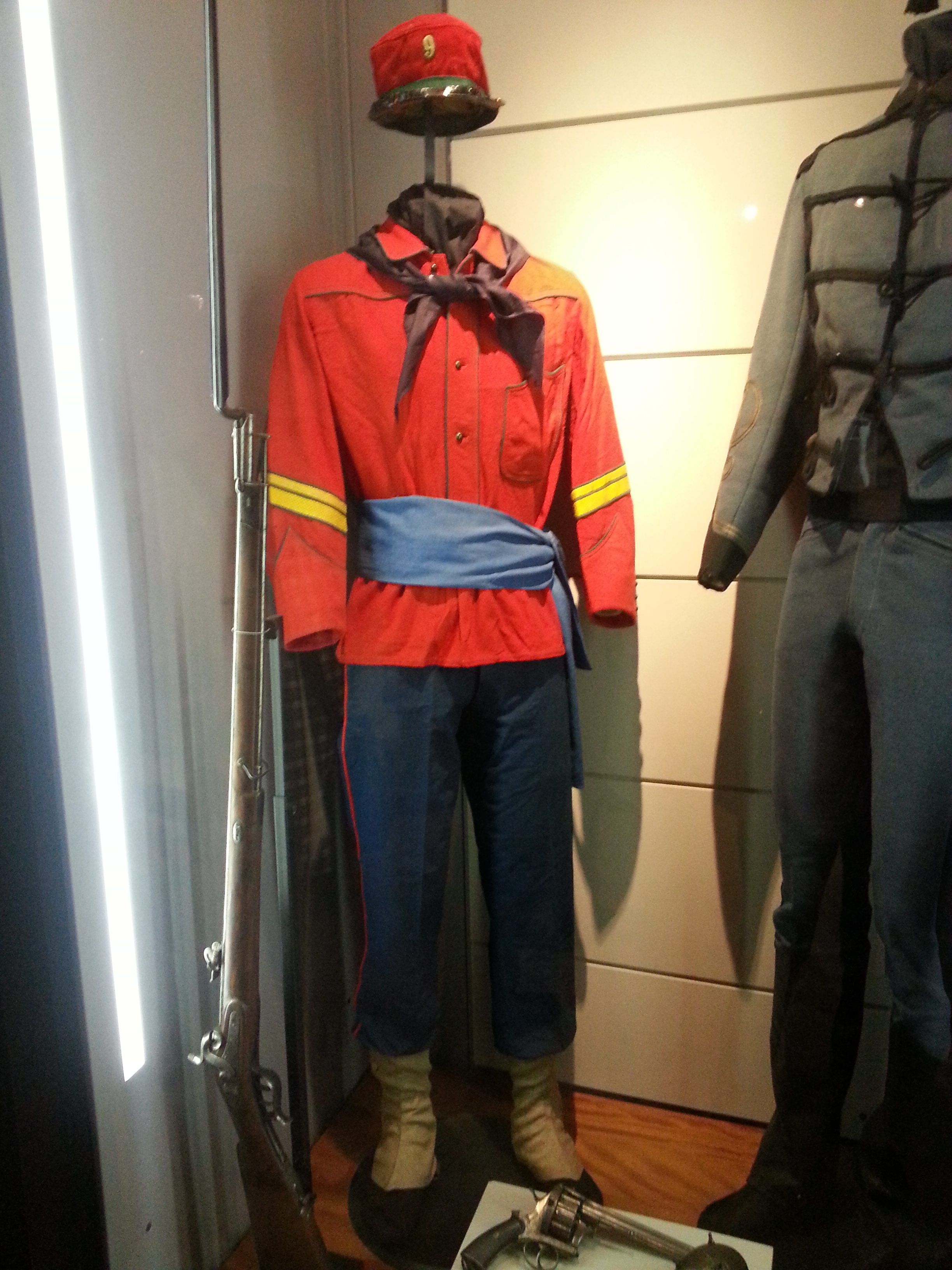
Uniforme garibaldien original de la collection du Musée italien d'histoire de la guerre, 1866

Un garibaldino (au pluriel Garibaldini, Garibaldien en français), est tout soldat ayant servi volontairement dans les nombreuses formations créées et dirigées par Giuseppe Garibaldi, ou inspirées par ses idéaux.

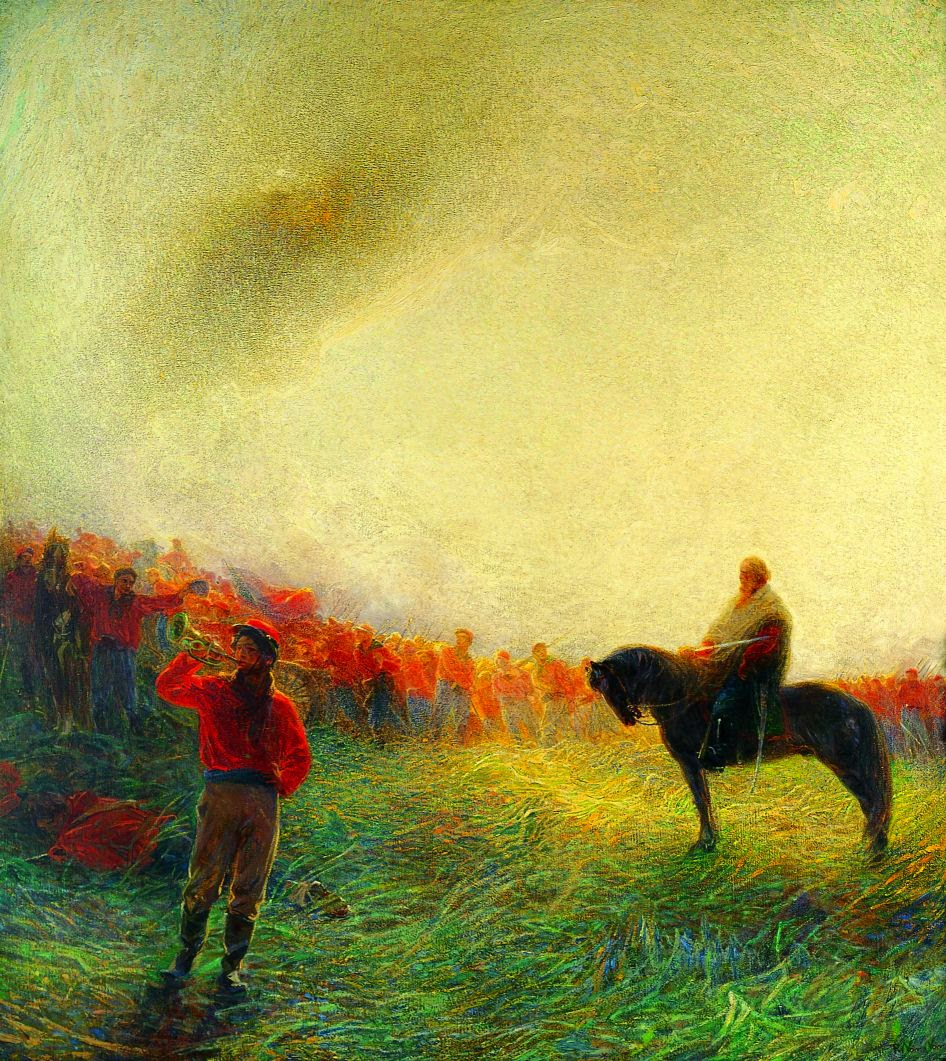
Garibaldi et les Garibaldini, peinture de Plinio Nomellini (1907).

Comme les Chasseurs des Alpes (Cacciatori delle Alpi) de 1859, les Mille (i Mille), qui tirent leur nom de l'Expédition des Mille, le corps des volontaires italiens (Corpo Volontari Italiani) qui a combattu lors de la troisième guerre d'indépendance italienne ou l'armée des Vosges (Esercito dei Vosgi).
Plus tard, ce terme a été utilisé pour identifier tous les patriotes du sud de l'Italie qui ont rejoint les Mille et ont formé l'armée méridionale (Esercito meridionale).
Le terme peut parfois être utilisé en italien dans le sens de tempérament audacieux et impétueux (et non sans une certaine dose d'improvisation et d'insouciance) et la locution "alla garibaldina" est synonyme d'audace téméraire et de détermination.

## Diversité des volontaires

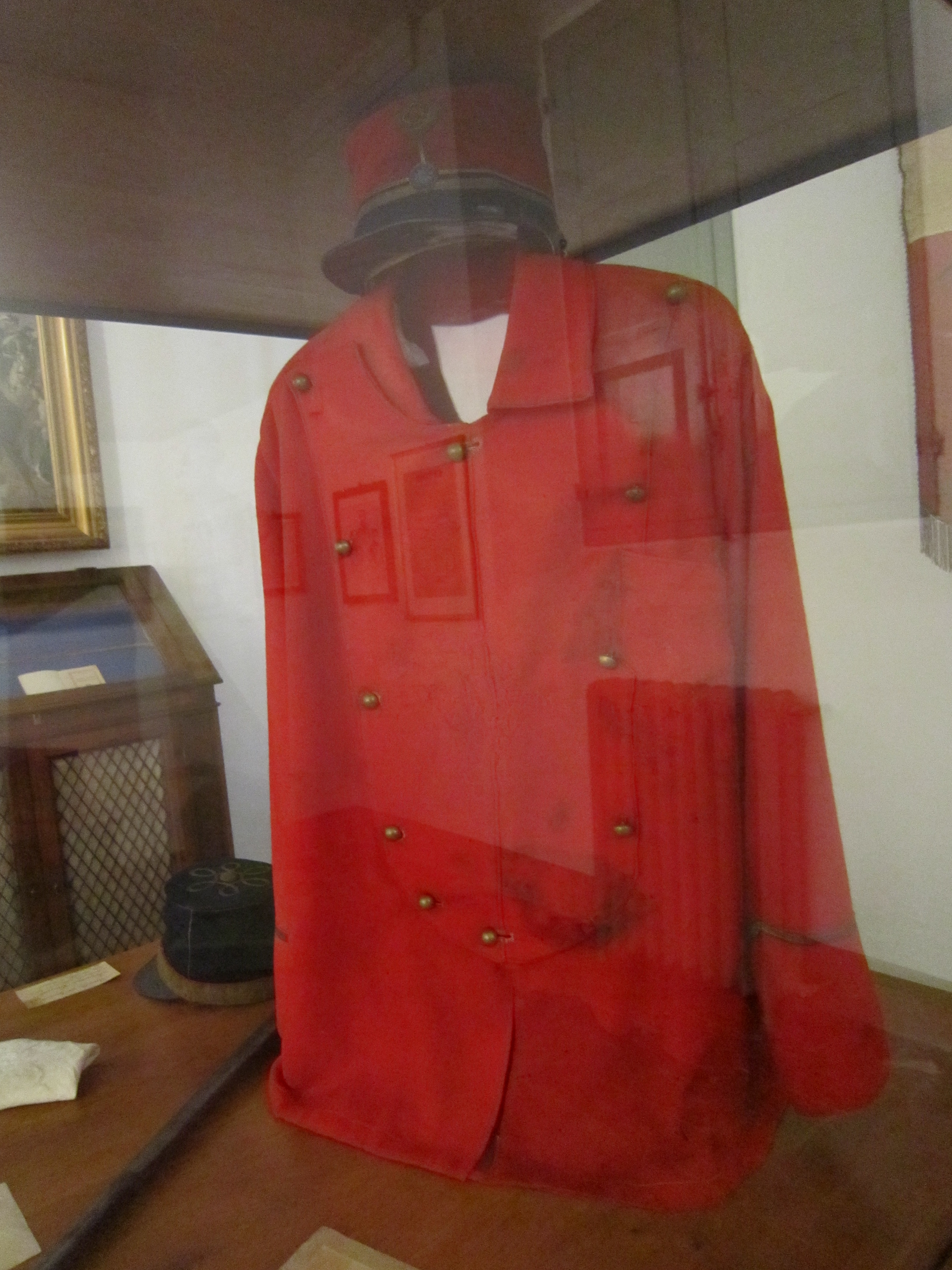
Uniforme de l'honorable Antonio Fratti, tombé lors de la bataille de Domokos, portant les traces de son sang.

Il s'agit de ceux qui ont combattu avec Garibaldi lors de ses expéditions : 
- en 1862 (Journée de l'Aspromonte),
- en 1866 (Invasion du Trentin) dans le Corps des volontaires italiens,
- en 1867 (Bataille de Mentana) ou
- en 1871 (Bataille de Dijon).

Les corps de volontaires de Garibaldi se précipitent en 1863 pour défendre l'insurrection polonaise contre les Russes et en 1866-67 pour soutenir la lutte pour l'indépendance de la Crète contre les Turcs.
Après la mort de Garibaldi, de nouvelles expéditions ont été organisées sous la direction de son fils Ricciotti en 1897 et en 1912 pour soutenir l'indépendance de la Grèce vis-à-vis de la Turquie. Une expédition de Garibaldi en faveur de la Serbie contre l'Empire austro-hongrois remonte à 1914.

## Volontaires assimilés
- Les volontaires de la Légion garibaldienne (nom officiel: 4e régiment de marche du 1er étranger), une unité de la Légion étrangère française, entièrement composée de citoyens italiens, qui a combattu en France pendant la Première Guerre mondiale contre les Allemands.
- Les volontaires italiens se sont enrôlés dans les Brigades internationales pendant la guerre d'Espagne,
- Les membres des Brigades Garibaldi qui ont combattu dans la Résistance italienne pendant la Seconde Guerre mondiale.

## Formations garibaldiennes
- Légion italienne (Uruguay) (Legione italiana - 1843)
- Chasseurs des Alpes (Cacciatori delle Alpi - 1859)
- Carabiniers génois (Carabinieri genovesi - 1859)
- Corps des volontaires italiens (Corpo Volontari Italiani - (1866)
- Les Mille (I Mille - 1860)
- Armée méridionale (Esercito meridionale - 1860)
- Légion hongroise (Legione ungherese - 1860)
- Gardes garibaldiens (Garibaldi Guards - 1861)
- Carabiniers livournais (Carabinieri livornesi - 1867)
- Carabiniers milanais (Carabinieri milanesi - 1860-1866)
- Corps des volontaires italiens (Corpo dei Volontari Italiani - 1866)
- Armée des Vosges (Esercito dei Vosgi - 1870)

## Source
- (it) Cet article est partiellement ou en totalité issu de l’article de Wikipédia en italien intitulé « Garibaldino » (voir la liste des auteurs).